# Шифрин, Игорь Леонидович
И́горь Леони́дович Шифри́н (16 декабря 1952 года, Житомир, Украинская ССР — 15 ноября 2002 года, Грозный, Чечня, Россия) — советский и российский военный деятель, Генерал-лейтенант. Герой России.
Специалист по созданию систем тропосферной связи.

## Начальная биография
Игорь Леонидович Шифрин родился 16 декабря 1952 года в Житомире Украинской ССР.
Окончил среднюю школу.

## Военная служба
В 1969 году поступил в Тамбовское высшее военное авиационное училище лётчиков, но после окончания второго курса по заключению медкомиссии Шифрин был признан негодным к лётной работе и был отчислен из училища. Перевелся в Житомирское высшее военное командное училище радиоэлектроники Войск ПВО, которое окончил в 1975 году.
Почти всю свою карьеру Шифрин прослужил на Крайнем Севере. Был начальником радиорелейного узла связи в Норильске, начальником Тиксинского РРЦ, а в 1994 году был назначен на должность начальника Западного (Воркутинского) РРЦ.
В 1996 году Игорь Леонидович Шифрин был переведён в Москву, где был назначен на должность начальника отдела в Главном военном эксплуатационно-восстановительном управлении Министерства связи Российской Федерации, а в 1998 году — на должность начальника Военного эксплуатационно-восстановительного управления связи Федеральной службы специального строительства Российской Федерации. Находясь на этой должности, Шифрин руководил программой развертывания систем связи в Чечне. Обеспечил и руководил строительством сети пунктов связи по всей Чечне. Строительство более 20 узлов связи обеспечило зоной действия связи территорию Чечни, а также прилегающих республик, благодаря чему российские войска были обеспечены связью в ходе боевых операций. Также была минимизирована возможность бандформирований прослушивать радиопереговоры российских войск. За два года работы в Чечне генерал Шифрин неоднократно проявлял мужество и самообладание.
15 ноября 2002 года автомобиль ФССС РФ попал в засаду в Грозном. Под автоматным огнём Игорь Шифрин приказал подчинённым лечь на пол автомобиля. В ходе обстрела Шифрин несколько раз был ранен в грудь, раны оказались смертельны.
Указом Президента Российской Федерации от 26 ноября 2002 года за мужество и героизм, проявленные при выполнении воинского долга в Северо-Кавказском регионе, генерал-лейтенанту Игорю Леонидовичу Шифрину посмертно присвоено звание Героя Российской Федерации.
Похоронен на Новолужинском кладбище в городе Химки (Московская область).

## Награды
- медаль «Золотая Звезда»
- орден «За военные заслуги»
- орден Почёта
- медали

## Память
В Москве у здания Военного эксплуатационно-восстановительного управления связи Федеральной Службы специального строительства Российской Федерации, которое возглавлял генерал, установлен памятник Герою.
В Юбилейном районе Краснодара одна из улиц названа в честь Игоря Леонидовича Шифрина.